# Keilschrifttexte aus Boğazköy
A Keilschrifttexte aus Boğazköy (ékírásos szövegek Boğazköyből) vagy Hethitische Forschungen (hettita tanulmányok, rövidítve KBo) kiadványsorozat a hettita szövegek forráskiadására jött létre Mainzban. Ma már nem csak szerkesztési és kiadási munkákat végez, hanem terepi gyűjtést is a Német Régészeti Intézet ásatásain Hattuszaszban. 
A vállalkozás kutatási céljai között az alábbiak szerepelnek:
1. levéltári gyűjtemény összeállítása hattuszaszi ékírásos leletekből, akár eredeti írásmódban másolva, fényképen vagy átiratban, de lehetőség szerint mindháromban;
2. tezauruszszerű szövegek gyűjteménye, lexikon, nyelvtan összeállítása és tényszerű megállapítások gyűjtése;
3. a hattuszaszi ékírásos szövegek első közzététele (forráskiadás), mind az új leletek, mind a máig publikálatlan régi leletek tekintetében;
4. a szövegek filológiai és nyelvi feldolgozása, az ennek során születő tanulmányok közzététele.

A tevékenységhez szorosan kapcsolódik a Studien zu den Bogazkoy-Texten sorozat, amely a nagyobb tanulmányok közzétételére szolgál.
A Keilschrifturkunden aus Boğazköy (ékírásos dokumentumok Boğazköyből, rövidítve KUB) ugyanehhez a kiadóhoz tartozik, hasonló tematikával.

## Lásd még
- Groddeks Liste, a KBo és KUB publikációs jegyzéke